# Liuxiang, Anhui
Liuxiang (kinesiska: 柳巷) är en köping i östra Kina. Den ligger i Mingguang i staden Chuzhou i provinsen Anhui, omkring 160 kilometer nordost om provinshuvudstaden Hefei. 